# Dąbrowa Zielona (gmina)
Dąbrowa Zielona est une gmina rurale du powiat de Częstochowa, Silésie, dans le sud de la Pologne. Son siège est le village de Dąbrowa Zielona, qui se situe environ 33 km à l'est de Częstochowa et 78 km au nord-est de la capitale régionale Katowice.
La gmina couvre une superficie de 100,33 km2 pour une population de 4 125 habitants.

## Géographie
La gmina inclut les villages de Borowce, Cielętniki, Cudków, Dąbek, Dąbrowa Zielona, Lipie, Milionów, Niebyła, Nowa Wieś, Olbrachcice, Raczkowice, Raczkowice-Kolonia, Rogaczew, Soborzyce, Święta Anna et Ulesie.
La gmina borde les gminy de Gidle, Kłomnice, Koniecpol, Mstów, Przyrów et Żytno.